# Utengule Usangu (Mbarali)
Utengule Usangu è una circoscrizione rurale (rural ward) della Tanzania situata nel distretto di Mbarali, regione di Mbeya. Conta una popolazione di 15 407 abitanti (censimento 2012).